# Selce (Krupina)
|  | Per a altres significats, vegeu «Selce». |

Selce és un poble i municipi d'Eslovàquia. Es troba a la regió de Banská Bystrica. La primera menció escrita de la vila es remunta al 1303.

## Demografia
| Godina             | 1994 | 2004    | 2014   | 2024    |
| ------------------ | ---- | ------- | ------ | ------- |
| Nombre de persones | 135  | 112     | 101    | 82      |
| Diferència         |      | −17,03% | −9,82% | −18,81% |

| Godina             | 2023 | 2024   |
| ------------------ | ---- | ------ |
| Nombre de persones | 86   | 82     |
| Diferència         |      | −4,65% |